# Vitorláshal
A vitorláshal (Pterophyllum scalare) a csontos halak (Osteichthyes) osztályába, a sügéralakúak (Perciformes) rendjébe és a bölcsőszájúhal-félék (Cichlidae) családjába  tartozó faj. Rendkívül méltóságteljes a mozgása, emiatt gyakran nevezik az akváriumok királyának. Kedveli a növényekkel sűrűn beültetett akváriumokat, ahol lapított testük révén beleolvadnak a növényzetbe. Mozgásuk lassú, szeretnek egy helyben lebegni. Nem javasolt vitorláshalakat kicsi halakkal együtt tartani, hiszen a guppi és neonhalméretű fajokat az idősebb példányok rövid idő alatt levadásszák. Ha fiatalon kerülnek az akváriumba, van rá esély, hogy még a nagyobb neohalakat is elfogadják, de később kizárólag táplálékként tekintenek rájuk. Nagy akváriumba, közepes, vagy nagy halak mellé valók. Kedvelik a kissé savanyú vizet.

## Előfordulása
Az eredeti élőhelye Dél-Amerikában, az Amazonas és mellékfolyói. Az egyik legkedveltebb akváriumi hal is. A vadon élő változat zöldesbarna színű, testén sötét hosszanti keresztcsíkokkal. Bár rengeteg színváltozata létezik, a természetes forma a legkedveltebb. Eredeti élőhelyén is dús növények között vadászik, fogságban is javasolt sűrű növények között tartani.

## Megjelenése
Testhossza 12-15 centiméter. Alapszíne ezüstös, függőleges fekete csíkokkal, de ma már kitenyésztettek egyszínű és megnyúlt uszonyú változatokat is. Leggyakoribb színváltozatok: fehér, szürke füstös, fekete, márványmintás, tarka, arany.

## Életmódja
Rendkívül békés állat és viszonylag könnyen tartható. Tápláléka többek között a tubifex, valamint a vörös szúnyoglárva, de növényi eleséget is szívesen elfogyaszt, hiszen mindenevő. Élettartamuk akár 10 év is lehet, ezalatt tekintélyes méretűre nőnek. 
Nagy akváriumban javasolt tartani őket (legalább 250-600 liter). Nyugodt halak mellé kitűnő díszhalak. Tarthatjuk rokon fajokkal, például diszkoszhalakkal, gurámikkal, vagy kevésbé élénk díszmárnákkal, harcsákkal, bölcsőszájú halakkal, vagy nagyobb testű pontylazacokkal. A játékos, gyorsúszású halak a kifejlett vitorláshalakat kifejezetten zavarják. Ritkán betegszenek meg, de ha diszkoszhalakkal tartják, akkor megkaphatják a diszkoszokat tizedelő bakteriális betegségeket, mivel ezekre érzékenyek.

## Szaporodása
A nemek megállapítása még a gyakorlott akvarista számára is nehéz. A kifejlett hímek agresszívek lehetnek. Az ivarérett egyedek fejrészén apró púp látható, a nőstények hasrésze az ívási időszakban megduzzad. Ha megfelelően nagy akváriumban tartják, a vitorláshal a társas medencében is párokat alkot és ívik. A nőstény körülbelül 3-400 ikrát rak, amit a hím megtermékenyít, majd felváltva őrzik őket. Az átlátszó ikrákat legtöbbször széles levelű növények fonákjára, lapos kövekre, vagy az akvárium üvegére helyezik. Az ivadék nevelése nehéz, sokszor még kikelés előtt féltésből maguk a szülők falják fel őket. Az ikrák hajlamosak a penészedésre. Sikeres szaporításukhoz külön medencére és nyugalomra van szükségük. Az ivadéknevelési időszakban a szülők megkergethetik az akvárium többi lakóját. Az utódok a kikelés utáni néhány napban úszásképtelenek, szüleik védelmére vannak utalva, az üvegre vagy a növényre ragaszkodva csimpaszkodnak. Nagyon apró eleséggel kell felnevelni őket. Tenyésztésük szakértőknek való, bár tapasztaltabb akvaristák is sikerrel járhatnak. Fátyolfarkú vitorláshalat úgy kell nevelni, hogy csak az egyik szülő legyen fátyolos, mert ha mindkettő az, akkor az ivadék gyakran torzult úszójú lesz vagy annyira hosszú lesz az úszója, hogy az akadályozza majd az úszásban.

## Galéria

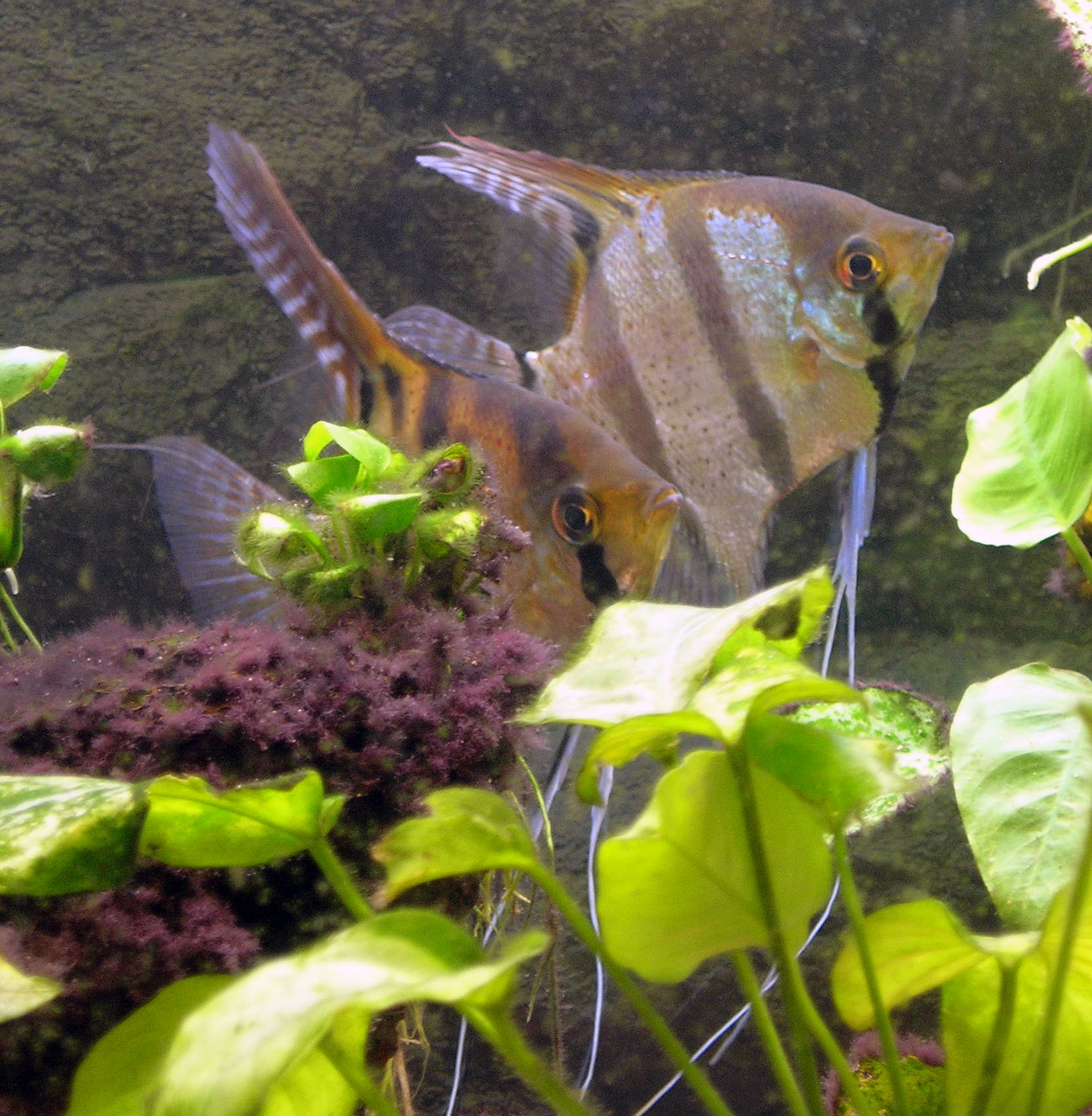
Vitorláshal pár
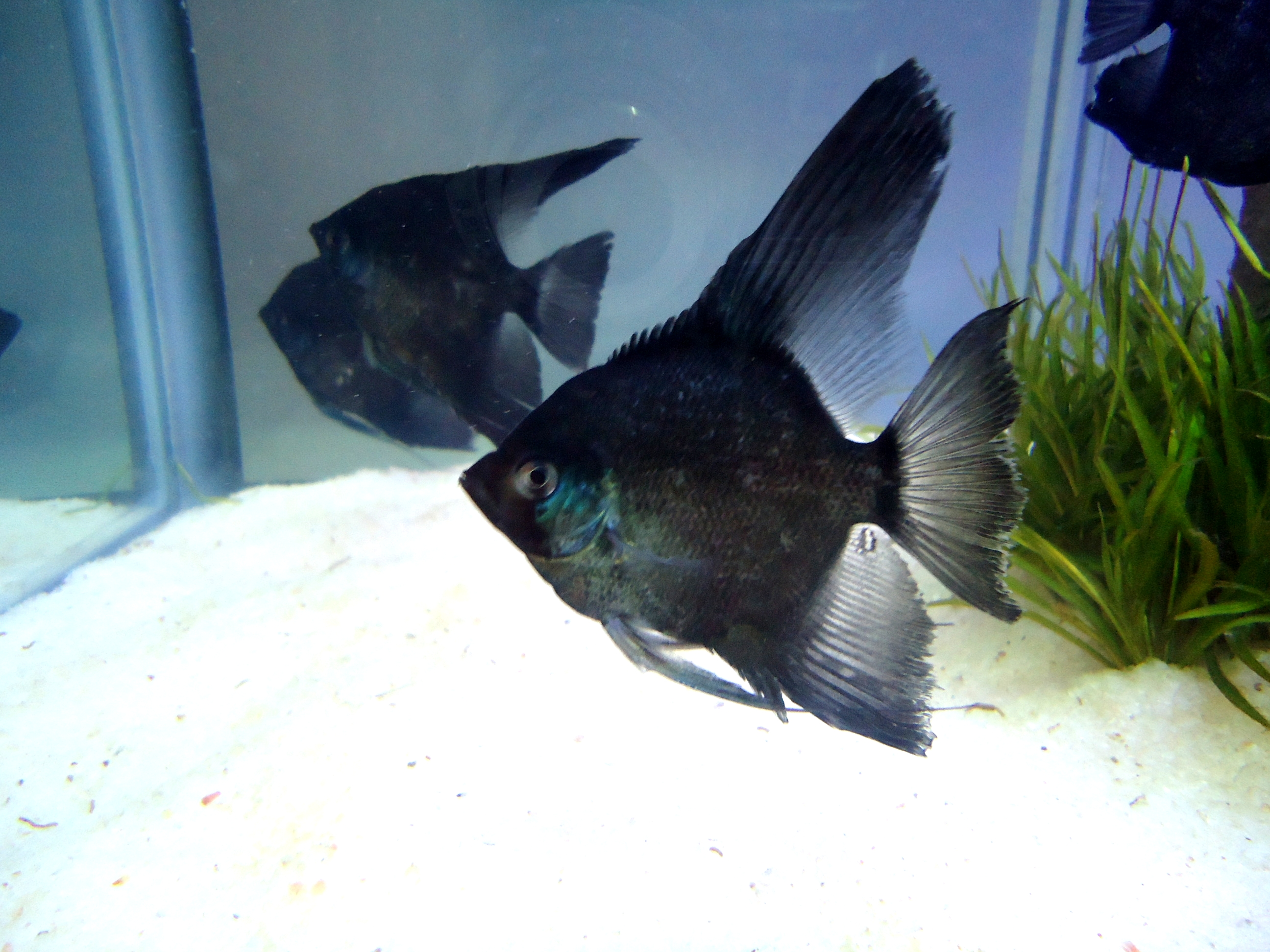
Fekete színváltozata
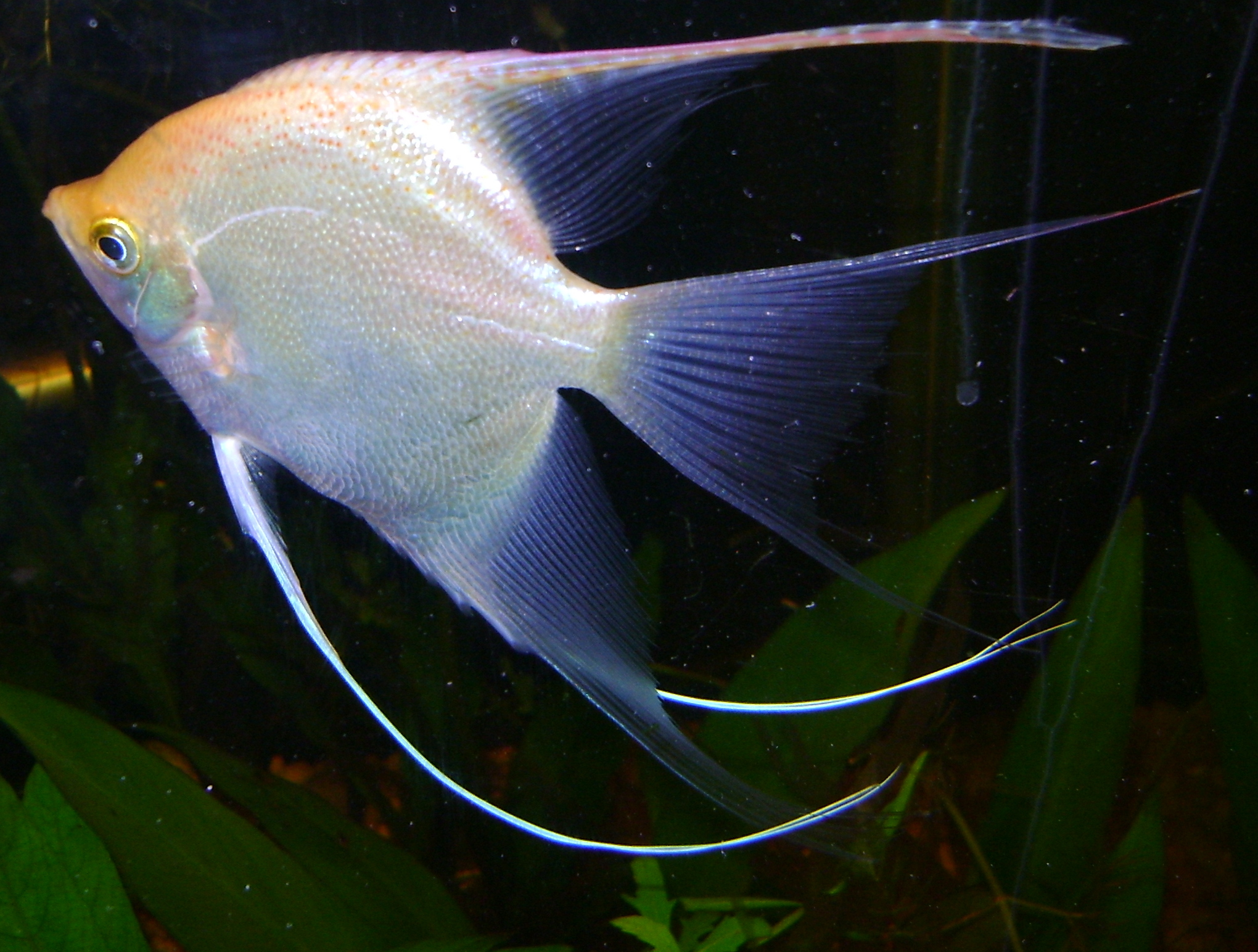
Fehér színváltozata
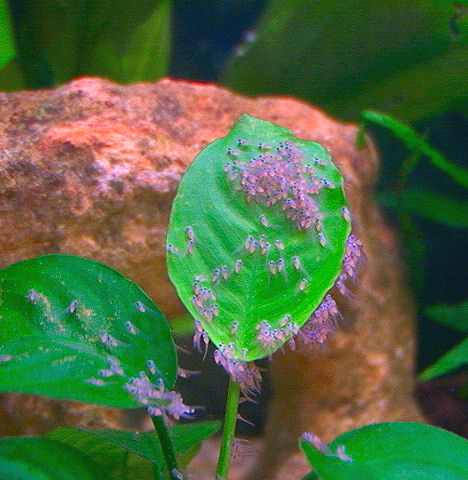
Ivadékok

### Internetes leírások a vitorláshalról
- A faj adatlapja a FishBase oldalán. FishBase. (Hozzáférés: 2012. június 24.)
- Black Angelfish, Pterophyllum scalare (Lichtenstein, 1823). BioLib.cz. (Hozzáférés: 2012. június 24.)
- A taxon adatlapja az ITIS adatbázisában. Integrated Taxonomic Information System. (Hozzáférés: 2012. május 22.)
- Pterophyllum scalare Freshwater Angelfish (angol nyelven). Encyclopedia of Life. (Hozzáférés: 2012. június 24.)
- Angelfish – Pterophyllum scalar (angol nyelven). aquariumslife.com. [2012. április 20-i dátummal az eredetiből archiválva]. (Hozzáférés: 2012. június 24.)